# Глушинко
Глушинко (пол. Głuszynko, нім. Klein Gluschen) — село в Польщі, у гміні Потенгово Слупського повіту Поморського воєводства.
Населення — 245 осіб (2011).
У 1975-1998 роках село належало до Слупського воєводства.

## Демографія
Демографічна структура станом на 31 березня 2011 року:
|          | Загалом | Допрацездатний вік | Працездатний вік | Постпрацездатний вік |
| -------- | ------- | ------------------ | ---------------- | -------------------- |
| Чоловіки | 116     | 38                 | 73               | 5                    |
| Жінки    | 129     | 33                 | 76               | 20                   |
| Разом    | 245     | 71                 | 149              | 25                   |